# Simon Kirke
Pour les articles homonymes, voir Kirke.
Simon Frederick St George Kirke est né le 28 juillet 1949, à Lambeth dans le sud de Londres. Il est le fils d'Olive May et de Vivian Percy Kirke et il est connu pour avoir été le batteur des groupes Free et Bad Company. Il a passé ses premières années à vivre dans la campagne du pays de Galles. Après avoir quitté l'école à 17 ans, il est retourné à Londres et s'est mis à chercher du travail comme batteur dans la scène du blues alors en plein essor. Après deux années infructueuses à se chercher un groupe avec lequel jouer, il s'est résigné à retourner au pays quand il rencontre Paul Kossoff qui jouait dans un groupe appelé « Black Cat Bones ». Kirke se voit offrir le poste de batteur dans le groupe pour lequel il joue pendant les six prochains mois.

## Carrière
Kirke et Kossoff quittent alors Black Cat Bones e forment Free avec le chanteur Paul Rodgers et le bassiste et pianiste Andy Fraser. Au cours des quatre prochaines années, ils ont une énorme influence sur de nombreux groupes des deux côtés de l’Atlantique. Leur plus grand succès, "All Right Now", est numéro un dans plus de 20 pays et a été reconnu par l’ASCAP (Société américaine des compositeurs, auteurs et éditeurs) en 1990 comme ayant reçu plus de 1,000,000 d'auditions à la radio. En 2000, l’industrie britannique de la musique décerna un prix à Paul Rodgers lorsque «All Right Now» passe le cap des 2,000,000 d'auditions radiophoniques au Royaume-Uni. Toutefois, à cause de conflits entre Paul Rodgers et Andy Fraser ainsi que des problèmes de drogue de Paul Kossof, Free se sépare fin 1971. Simon forme alors le groupe Kossoff, Kirke, Tetsu and Rabbit et grave un album éponyme sorti en 1972.
Par la suite, en avril 1972, Free se reforme : Andy Fraser et Paul Rodgers optent pour une trêve dans leurs conflits, et Kossoff semble vouloir se libérer de son addiction à la drogue. Toutefois ce dernier reprend de la drogue pendant la tournée américaine  effectuée pour soutenir ce qui restera le dernier album du quatuor original Free at Last. À la veille de leur tournée japonaise, Fraser en vient à  se battre avec Rodgers et quitte à  nouveau le groupe. Il est remplacé par l'ex-bassiste japonais du groupe Kossoff, Kirke, Tetsu and Rabbit, Tetsu Yamauchi. Rodgers et Kirke choisissent de compléter le groupe avec le claviériste texan John Bundrick pour la tournée et le dernier album de Free, Heartbreaker. Après la dissolution de Free en 1973, Kirke et Rodgers restent associés pour former Bad Company. Ils sont rejoints par le guitariste Mick Ralphs (ex-Mott the Hoople) et le bassiste Boz Burrell (anciennement de King Crimson).
Après la dissolution de Bad Company en 1982, Kirke a joué brièvement dans un autre groupe, Wildlife. Celui-ci a tourné avec le groupe de Michael Schenker à cette époque au Royaume-Uni, leur premier album Burning publié en 1980 a été produit par l'ancien guitariste de Bad Company, Micks Ralphs, et mettait en vedette Simon Kirke jouant du saxophone sur un titre, "Charity". Malgré sa signature sur le label de Led Zeppelin, Swan Song Records, et l'implication de Kirke, l'album n'a pas vendu et après un deuxième effort éponyme, le groupe s'est séparé. Les membres principaux de Wildlife, les frères Chris et Steve Overland, ont connu un plus grand succès avec le groupe FM. Kirke est revenu à Bad Company lorsque le groupe s'est reformé en 1986. En plus de tourner avec le "All Star Band" de Ringo Starr à trois reprises, en 1998, 1999 et 2003. Il est un auteur-compositeur accompli, il a publié son premier album solo Seven Rays of Hope en 2005, deux autres suivront par la suite. Il a tourné avec Bad Company en 2009 puis il a joué avec le groupe rock new-yorkais Zeta Vang en tant que projet parallèle.
Gouverneur au conseil d’administration de "NARAS" (le comité des prix "Grammy"), Kirke est membre du conseil d’administration de "Road Recovery", qui aide les adolescents à se remettre de la dépendance. Il vit à Manhattan, il a cinq enfants: Domino qui est aussi musicienne, Jemima et Lola qui sont toutes deux actrices, Simon Jr. et son beau-fils Greg. 
Kirke utilise actuellement une batterie DW, des cymbales Paiste et des baguettes Promark.

## Discographie
Black Cat Bones
- 1970 : Barbed Wire Sandwich

Free
- 1969 : Tons of Sobs
- 1969 : Free
- 1970 : Fire and Water
- 1970 : Highway
- 1971 : Free Live!
- 1972 : Free at Last
- 1973 : Heartbreaker

Kossoff/Kirke/Tetsu/Rabbit
- 1971 : Kossoff/Kirke/Tetsu/Rabbit

Bad Company
- 1974 : Bad Company
- 1975 : Straight Shooter
- 1976 : Run With the Pack
- 1977 : Burnin' Sky
- 1979 : Desolation Angels
- 1982 : Rough Diamonds
- 1985 : 10 from 6  (compilation)
- 1986 : Fame and Fortune
- 1988 : Dangerous Age
- 1990 : Holy Water
- 1992 : Here Comes Trouble
- 1993 : What You Hear Is What You Get: The Best of Bad Company  (live)
- 1995 : Company of Strangers
- 1996 : Stories Told & Untold (1996)
- 1999 : The 'Original' Bad Co. Anthology (compilation)
- 2002 : In Concert: Merchants of Cool (live)
- 2006 : Live in Albuquerque 1976
- 2010 : Hard Rock Live
- 2011 : Live at Wembley
- 2016 : Live in Concert 1977 & 1979

Wildlife
- 1980 : Burning
- 1983 : Wildlife

Solo
- 2005 : Seven Rays of Hope
- 2011 : Filling the Void
- 2017 : All Because of You

Participation
- 1978 : congas sur une chanson de l'album Some Girls des Rolling Stones
- 2015 : The Annual Free Convention 2014 With Simon Kirke - Avec Deborah Bonham, Peter Bullick - Sorti en DVD